# ابوتراب خسروی
ابوتراب خسروی (زادهٔ ۱۳۳۵) نویسنده معاصر ایرانی و برنده هفتمین دوره جایزه ادبی جلال آل احمد برای رمان ملکان عذاب است. وی علاوه بر این داور جایزه‌های ادبی معتبری چون داستان ایرانی، داستان کوتاه نارنج و داستان تهران نیز بوده است.

## زندگی
ابوتراب خسروی در سال ۱۳۳۵ در شهر فسا زاده شد. پدرش نظامی بود. به همین دلیل سال‌های جوانی او در شهرهای گوناگون ایران گذشت. او در سال‌های ۱۳۴۸ و ۱۳۴۹ در دبیرستانی در اصفهان درس می‌خواند و شاگرد هوشنگ گلشیری بود.
ابوتراب خسروی مدرک کارشناسی آموزش ابتدایی دارد و سال‌ها در شیراز به کودکان عقب‌ماندهٔ ذهنی آموزش می‌داد. ابوتراب خسروی هم‌اکنون بازنشسته شده و در شهر شیراز زندگی می‌کند. جلد ۵ و ۶ مجله سیاه‌مشق به زندگی او پرداخته‌است.
ابوتراب خسروی از امضا کنندگان نامه ۱۳۴ تن بود که برای وی مشکلاتی ایجاد کرده بود.

## برخی از جوایز و افتخارات
- برندهٔ جایزهٔ مهرگان ادب، برای رمان اسفار کاتبان
- برندهٔ چهارمین دورهٔ جایزه هوشنگ گلشیری برای رمان رود راوی
- برندهٔ یازدهمین دورهٔ جایزه هوشنگ گلشیری برای مجموعه داستان «کتاب ویران»
- برنده هفتمین دوره جایزه ادبی جلال آل احمد برای رمان «ملکان عذاب»
- برنده جایزه کتاب سال ایران برای رمان «ملکان عذاب»
- جایزه ادبی حبیب غنی‌پور

در سال ۱۳۹۷ به پاس خدمات ابوتراب خسروی مراسم بزرگداشتی به همت بنیاد نخبگان استان فارس و با همکاری اداره کل فرهنگ و ارشاد اسلامی استان فارس با حضور جمعی از مسئولان، اساتید دانشگاه، هنرمندان، دانشجویان و مستعدین برتر برگزار شد.